# チェッサパロンボ
チェッサパロンボ（伊: Cessapalombo）は、イタリア共和国マルケ州マチェラータ県にある、人口約400人の基礎自治体（コムーネ）。

## 地理

### 位置・広がり
マチェラータ県のコムーネ。県都マチェラータから南西へ27kmの距離にある。

#### 隣接コムーネ
隣接するコムーネは以下の通り。
- カルダローラ
- カンポロトンド・ディ・フィアストローネ
- フィアストラ
- サン・ジネージオ
- ヴァルフォルナーチェ

### 気候分類・地震分類
チェッサパロンボにおけるイタリアの気候分類 (it) および度日は、zona E, 2147 GGである。
また、イタリアの地震リスク階級 (it) では、zona 2 (sismicità media) に分類される。

## 行政

### 分離集落
チェッサパロンボには、以下の分離集落（フラツィオーネ）がある。
- Col di Pietra, Monastero, Montalto, Prato, Tribbio, Villa di Montalto, Valle di Montalto